# Libertad de coacción
En filosofía, se entiende por libertad de coacción la ausencia de determinación impuesta por un agente externo.
En este sentido, está libre aquel sobre el cual no se ejerce ninguna violencia o fuerza extrínseca. Sin embargo, una persona que se halle encarcelada, o a la que se lleve violentamente la mano para que firme un documento, y que por lo tanto no está libre de coacción, puede aún tener una voluntad libre, de modo que sea dueño, en su intimidad, de su acto de querer. Esto es el libre albedrío.